# Jack Nicklaus
Jack Nicklaus (* 21. ledna 1940 Upper Arlington) je bývalý americký golfista, známý pod přezdívkou The Golden Bear (Zlatý medvěd). Podle počtu vítězných turnajů je po Tigeru Woodsovi a Samu Sneadovi třetím nejlepším golfistou všech dob.
Už ve třinácti letech zahrál osmnáctijamkové hřiště na 68 úderů, v šestnácti vyhrál mistrovství státu Ohio. Jako amatér vyhrál U. S. Amateur v letech 1959 a 1961, pomohl americkému týmu vyhrát Walker Cup 1959 a 1961 a při své první účasti na U. S. Open skončil na druhém místě. Studoval na Ohijské státní univerzitě farmacii, pracoval jako pojišťovací agent a v roce 1961 se stal profesionálním hráčem golfu. Během své více než čtvrtstoletí trvající kariéry vyhrál osmnáct turnajů Major Championships a na 73 skončil v první desítce, což je historický rekord. Byl prvním, kdo dokázal obhájit prvenství na Masters Tournament (1965 a 1966), a v roce 1986 se stal jako šestačtyřicetiletý jeho nejstarším vítězem. Pětkrát s americkou reprezentací vyhrál Ryder Cup: 1971, 1973, 1975, 1977 a 1981. Pětkrát byl vyhlášen nejlepším golfistou na PGA Tour (1967, 1972, 1973, 1975 a 1976) a v roce 1978 získal cenu časopisu Sports Illustrated pro světového sportovce roku. Také v letech 1990, 1991, 1995 a 1996 vyhrál turnaj The Tradition, určený hráčům nad padesát let. Poslední zápas odehrál v roce 2005, od té doby se zabývá navrhováním golfových hřišť. V roce 2014 obdržel Zlatou medaili Kongresu.